# Entropy's Evolution
Entropy's Evolution is het vierde muziekalbum van de Nederlandse muziekgroep Kubusschnitt. Hun eerste muziekalbum verscheen in 1999, waarna al snel de nummers 2 en 3 volgden. Voor nummer vier moest er acht jaar gewacht worden; wel verschenen cd-r's van de band. Deze halve heroprichting van de band kan gezien worden in de samenwerking tussen Ruud Heij (een van de oprichters) en Gert Emmens, een man die pas later furore maakte binnen de Berlijnse School voor elektronische muziek. Volgens opgave van diezelfde Emmes lagen de opnamen al twee jaar klaar, toen ze uiteindelijk in 2010 verschenen. Berlijnse School staat voor lange muzikale sfeertekeningen met ondersteuning door sequencers. Opnamen vonden plaats in Utrecht, Arnhem (bij Emmens) en Velp (Dieterich).  

## Musici
- Tom Coppens – toetsinstrumenten
- Gert Emmens – toetsinstrumenten
- Ruud Heij – toetsinstrumenten
- Jan Dieterich – Fender Stratocaster

## Tracklist
Allen door Kubusschnitt

| Nr. | Titel                  | Duur  |
| --- | ---------------------- | ----- |
| 1.  | Uncertainty of entropy | 18:14 |
| 2.  | Perpetual chaos        | 14:09 |
| 3.  | Entropy’s evolution    | 19:11 |
| 4.  | All things lost        | 13:46 |